# Houston Texans 2021
La stagione 2021 degli Houston Texans è stata la 20ª della franchigia nella National Football League, la prima e unica con David Culley come capo-allenatore. Per la prima volta dal 2010 il defensive end J.J. Watt non faceva parte del roster, essendo stato svincolato il 12 febbraio.
Deshaun Watson, il quarterback titolare dal 2017, fu inattivo per l'intera stagione a causa di incomprensioni con la dirigenza e diverse accuse di violenza sessuale. Anche se non fu mai svincolato, sospeso o inserito in alcuna lista riserve, fu escluso ogni settimana per ragioni "non legate a infortunio". Il veterano firmato come free agent Tyrod Taylor e il rookie Davis Mills si divisero il ruolo di quarterback titolare in assenza di Watson. A causa degli infortuni e di cattive prestazioni di Taylor, Mills fu il quarterback titolare per la maggior parte della stagione, chiudendo con 2.664 yard passate, un record di franchigia per un rookie.
Dopo avere vinto il debutto stagionale contro i Jacksonville Jaguars, i Texans persero otto gare consecutive prima di battere i Tennessee Titans nella settimana 11. Con una vittoria a sorpresa per 41–29 sui Los Angeles Chargers nella settimana 16, la squadra pareggiò il numero di vittorie dell'anno precedente, quattro.
A fine stagione David Culley e il coordinatore offensivo Tim Kelly furono licenziati.

## Scelte nel Draft 2021
| Scelte dei Texans nel Draft 2020 |        |               |       |            |
| Giro                             | Scelta | Giocatore     | Ruolo | College    |
| 3                                | 67     | Davis Mills   | QB    | Stanford   |
| 3                                | 89     | Nico Collins  | WR    | Michigan   |
| 5                                | 147    | Brevin Jordan | TE    | Miami (FL) |
| 5                                | 170    | Garret Wallow | LB    | TCU        |
| 6                                | 195    | Roy Lopez     | DT    | Arizona    |

## Roster
| Roster degli Houston Texans nel 2021 |
| --- |
| Quarterback - 10 Davis Mills - 5 Tyrod Taylor - 4 Deshaun Watson Running Back - 28 Rex Burkhead - 2 Mark Ingram - 31 David Johnson - 30 Phillip Lindsay - 27 Scottie Phillips Wide Receiver - 12 Nico Collins - 18 Chris Conley - 13 Brandin Cooks - 17 Anthony Miller - 19 Andre Roberts RS Tight End - 88 Jordan Akins - 85 Pharaoh Brown - 9 Brevin Jordan Offensive Linemen - 68 Justin Britt C - 61 Marcus Cannon T - 72 Geron Christian T - 67 Charlie Heck T - 71 Tytus Howard T - 64 Justin McCray G - 74 Max Scharping G - 78 Laremy Tunsil T Defensive Linemen - 90 Ross Blacklock DT - 97 Maliek Collins DE - 52 Jonathan Greenard DE - 50 Jordan Jenkins DE - 79 Roy Lopez DT - 54 Jacob Martin DE - 59 Whitney Mercilus DE - 94 Charles Omenihu DE - 96 Vincent Taylor DT - 44 DeMarcus Walker DE Linebacker - 41 Zach Cunningham OLB - 51 Kamu Grugier-Hill MLB - 43 Neville Hewitt OLB - 58 Christian Kirksey MLB - 57 Kevin Pierre-Louis OLB - 32 Garret Wallow MLB Defensive Back - 29 Terrence Brooks SS - 26 Vernon Hargreaves CB - 1 Lonnie Johnson Jr. CB - 25 Desmond King CB - 39 Terrance Mitchell CB - 33 A.J. Moore FS - 23 Eric Murray SS - 20 Justin Reid FS - 24 Tremon Smith CB - 37 Tavierre Thomas CB Special Team - 7 Kaʻimi Fairbairn K - 11 Cameron Johnston P - 46 Jon Weeks LS Lista delle riserve - 3 Cornell Armstrong CB (IR) - 55 Tae Davis OLB (IR) - 21 Bradley Roby CB (Sospeso) - 37 Taywan Taylor WR (IR) Squadra di allenamento - 83 Antony Auclair TE - 38 Shyheim Carter FS - 6 Jeff Driskel QB - 77 Hjalte Froholdt G - 62 Carson Green G - 75 Ryan McCollum T - 15 Chris Moore WR - 56 Hardy Nickerson Jr. LB - 36 Jonathan Owens S - 45 Paul Quessenberry TE - 95 Derek Rivers DE - 65 Lane Taylor G - 84 Jordan Veasy WR 53 attivi, 4 inattivi, 13 nella squadra di allenamento |
| Legenda - I rookie sono in corsivo. - Il primo ruolo è il principale mentre gli eventuali successivi indicano i ruoli secondari. - (IR) sta per Injured Reserve ed indica la lista ristretta per un solo giocatore infortunato che può tornare ad allenarsi dopo la settimana 6 e a rientrare in prima squadra dopo che questa ha giocato 8 partite. - (NF-Inj.) / (NF-Ill.) stanno rispettivamente per Non-Football Injured e Non-Football Illness ed indicano le liste dove viene inserito un giocatore che ha un infortunio o una malattia non dipendente dal football americano. - (PUP) sta per Physically Unable to Perform ed indica la lista dove viene inserito un giocatore mentre è in attesa di recuperare la condizione fisica. Nella stagione regolare dopo la sesta partita giocata dalla propria squadra, il giocatore ha tempo tre settimane per riprendere ad allenarsi, più tre settimane aggiuntive dal suo rientro agli allenamenti per rientrare in prima squadra. |

## Calendario
| Stagione regolare |                    |                         |                    |                    |                     |                    |
| Turno             | Data               | Avversari               | Risultato          | Record             | Stadio              | Sintesi            |
| 1                 | 12 settembre       | Jacksonville Jaguars    | V 37–21            | 1–0                | NRG Stadium         | Recap              |
| 2                 | 19 settembre       | at Cleveland Browns     | S 21–31            | 1–1                | FirstEnergy Stadium | Recap              |
| 3                 | 23 settembre       | Carolina Panthers       | S 9–24             | 1–2                | NRG Stadium         | Recap              |
| 4                 | 3 ottobre          | at Buffalo Bills        | S 0–40             | 1–3                | Highmark Stadium    | Recap              |
| 5                 | 10 ottobre         | New England Patriots    | S 22–25            | 1–4                | NRG Stadium         | Recap              |
| 6                 | 17 ottobre         | at Indianapolis Colts   | S 3–31             | 1–5                | Lucas Oil Stadium   | Recap              |
| 7                 | 24 ottobre         | at Arizona Cardinals    | S 5–31             | 1–6                | State Farm Stadium  | Recap              |
| 8                 | 31 ottobre         | Los Angeles Rams        | S 22–38            | 1–7                | NRG Stadium         | Recap              |
| 9                 | 7 novembre         | at Miami Dolphins       | S 9–17             | 1–8                | Hard Rock Stadium   | Recap              |
| 10                | Settimana di pausa | Settimana di pausa      | Settimana di pausa | Settimana di pausa | Settimana di pausa  | Settimana di pausa |
| 11                | 21 novembre        | at Tennessee Titans     | V 22–13            | 2–8                | Nissan Stadium      | Recap              |
| 12                | 28 novembre        | New York Jets           | S 14–21            | 2–9                | NRG Stadium         | Recap              |
| 13                | 5 dicembre         | Indianapolis Colts      | S 0–31             | 2–10               | NRG Stadium         | Recap              |
| 14                | 12 dicembre        | Seattle Seahawks        | S 13–33            | 2–11               | NRG Stadium         | Recap              |
| 15                | 19 dicembre        | at Jacksonville Jaguars | V 30–16            | 3–11               | TIAA Bank Field     | Recap              |
| 16                | 26 dicembre        | Los Angeles Chargers    | V 41–29            | 4–11               | NRG Stadium         | Recap              |
| 17                | 2 gennaio          | at San Francisco 49ers  | S 7–23             | 4–12               | Levi's Stadium      | Recap              |
| 18                | 9 gennaio          | Tennessee Titans        | S 25–28            | 4–13               | NRG Stadium         | Recap              |

Note: gli avversari della propria division sono in grassetto.

## Premi

### Premi settimanali e mensili
- Tremon Smith

giocatore degli special team della AFC della settimana 15
- Tavierre Thomas

difensore della AFC della settimana 16
- Rex Burkhead

running back della settimana 16